# Tlidjène
Tlidjène également typographié Thelidjène est une commune de la wilaya de Tébessa en Algérie.

## Sport
L'ancien club de football local: Makarem Baladiat Tlidjène, qui a connu une existence éphémère (1988-2004) a accompli une performance historique de son existence : il se hisse, à la surprise générale, à la deuxième division du championnat national et en accédant, par deux fois, aux quarts de finales de la coupe d'Algérie du football. 